# NGC 6507
NGC 6507 este o galaxie situată în constelația Săgetătorul. A fost descoperită în 27 iunie 1786 de către William Herschel.